# Nancy Drew: The Final Scene
The Final Scene — п'ята частина серії пригодницьких ігор про Ненсі Дрю від студії Her Interactive з рейтингом ESRB E через наявність у грі легкого насильства та небезпеки. Гра доступна для платформ Microsoft Windows. Гравці грають від першої особи вигаданого детектива-любителя Ненсі Дрю і повинні розкрити таємницю, допитуючи підозрюваних, розв'язуючи головоломки та знаходячи докази. Ігровий процес складається з двох рівнів, що включають режим молодшого та старшого детектива. Кожен режим пропонує різний рівень складності головоломок і підказок, але жодна з цих змін не впливає на власне сюжет гри. Гра заснована на однойменній книзі «Фінальна сцена» (1989).

## Сюжет
Ненсі Дрю та її подруга Майя Нгуєн приходять до кінотеатру Royal Palladium у Сент-Луїсі на прем'єру нового фільму «Зникаюча доля». Майя збирається взяти інтерв'ю у зірки фільму, Брейді Армстронга, для шкільної газети, але коли Майя заходить до його гримерки, її викрадають. Ненсі доводиться змагатися з часом, щоб знайти Майю і викрадача до того, як за три дні театр знесуть.

## Персонажі
- Ненсі Дрю — 18-річна детектив-любителька з вигаданого містечка Рівер-Гайтс у США. Вона є єдиним персонажем гри, яким можна грати, а це означає, що гравець повинен розкрити таємницю з її точки зору.
- Брейді Армстронг — зірка фільму «Зникаюча доля», у якого Майя мала намір взяти інтерв'ю перед тим, як її викрали з його гримерки. Життя і зовнішній вигляд Брейді часто перебувають під контролем його агента Сімони. Чи хвилюється Брейді, що його шоу може не продовжитися після того, як театр буде знесено?
- Сімона Мюллер — егоцентрична агентка Брейді, яка завжди розмовляє по телефону в жіночій гримерці. Коли Майя зникає, вона вирішує скасувати прем'єру «Зникаючої долі», бо вважає, що викрадення Майї — чудова нагода привернути увагу преси. Чи могла вона влаштувати викрадення як рекламний трюк для Брейді?
- Джозеф Г'юз — доглядач театру, який працює в проекторній. Він дуже відкритий і доброзичливий. Джозеф пропрацював у кінотеатрі Royal Palladium все своє життя і глибоко пов'язаний з ним, але він поводиться так, ніби його не турбує його знищення. Як далеко він зайде, щоб врятувати свій улюблений театр?
- Ніколас Фальконе — Ніколас є лідером організації «H.A.D.I.T.» або «Люди проти руйнування видатних театрів». Вони очолюють протест проти знесення театру. Він поводиться так, ніби він невинний і лише хоче допомогти, але поліція каже, що раніше він інсценував викрадення, щоб врятувати театр[7]. Чи було викрадення Майї засобом для досягнення його мети?

## Акторський склад
- Ненсі Дрю — Лані Мінелла;
- Брейді Армстронг / Дивовижний Монті — Девід С. Гоґан;
- Ніколас Фальконе / Будівельник — Макс Голечек (в ролі Алана Смайта);
- Джозеф Г'юз / Сержант Мак Ремсі — Боб Гіт;
- Сімона Мюллер / Мадлен — Кері Гілі;
- Євстахія Андропова — Олена Сондерс;
- Нед Нікерсон / Шерман Траут — Скотт Карті;
- Бесс Марвін — Панчі ЛаРу;
- Джордж Фейн — Морін Нельсон[2].

## Відгуки
Згідно з даними PC Data, The Final Scene була продана в Північній Америці в кількості 23 557 одиниць протягом 2001 року і ще 15 947 одиниць за перші три місяці 2002. Продажі в регіоні за 2003 рік склали 38 064 одиниці. Лише у Сполучених Штатах комп'ютерна версія гри була продана від 100 000 до 300 000 одиниць до серпня 2006 року. Сукупний продаж серії пригодницьких ігор про Ненсі Дрю сягнув 500 000 копій у Північній Америці на початку 2003 року, а комп'ютерні версії гри досягли 2,1 мільйона продажів лише у Сполучених Штатах до серпня 2006 року. Відзначаючи цей успіх, Едж назвав «Ненсі Дрю» «потужною франшизою».
Чарльз Герольд з The New York Times назвав The Final Scene однією з найкращих ігор 2001 року. Вихваляючи персонажів, він написав, що гра «дотримується формули [Ненсі Дрю], але вдосконалює і покращує її, додаючи трохи інтриги, цікавіших підозрюваних і гостріших діалогів». 
Влітку 2002 року The Final Scene отримала «золоту» нагороду «Приз батьківського вибору».